# Slavonske Lole
Slavonske Lole su tamburaški sastav iz Đakova. Pod ovim imenom osnovani su 1981. godine u Velikoj Kopanici.
Svoje prve nastupe izvodili su pod imenom Kopančani, a od 1981. godine nastupaju kao Slavonske Lole. Popularnost u državi i inozemstvu stječu nastupom u HRT-voj emisiji pod nazivom "Lijepa naša", koju je vodio Branko Uvodić. Šest puta nastupaju na festivalu "Zlatne žice Slavonije" i osvajaju brojne nagrade te prva mjesta. Do sada su objavili osam studijskih albuma na kojima se također nalaze brojni hitovi, a za album Sve je ona meni, 2006. godine dobivaju zlatnu nakladu.
Povodom Dana Grada Đakova 8. svibnja 2007. godine na svečanoj akademiji od Grada Đakova dobili su priznanje "Povelja zahvalnosti".
Široj javnosti najpoznatiji su po uspješnicama "Moj bagreme", "Sve je ona meni", "Duša bećarska", "Vesela je šokadija" i "Ej Kato, moje zlato".

## Povijest sastava

### Kopančani
Darko Ergotić, Goran i Marko Živković počeli su zajedno svirati 1973. godine u KUD-u "Ivan Filipović" iz Velike Kopanice. Nisu imali ime sastava, ali su nastupali pod imenom "Kopančani", a najčešće su svirali po svadbama i seoskim zabavama. Članovi sastava tada su bili Ivo Matasović (prim), Darko Ergotić (prim), Antun Vuksanović (basprim), Antun Radičević (basprim), Marko Živković (kontra), Nenad Hardi (bas), Josip Vučković (čelo) i Goran Živković (harmonika). Pod tim imenom i u tom sastavu nastupaju sve do 1981. godine.

### Slavonske Lole
Iste godine sklapaju ugovor s izdavačkom kućom Croatia concert. Tada se pokazala potreba za nazivom sastava te su se po uzoru na tadašnji najpopularniji tamburaški sastav "Slavonski bećari", nazvali "Slavonske Lole". Članovi prvog sastava Slavonskih Lola bili su; Darko Ergotić (prim), Antun Vuksanović (basprim), Dubravko Jakobović (basprim), Marko Živković (kontra) i Nenad Hardi (bas), dok je Goran Živković bio na odsluženja vojnog roka. Tijekom 1980-ih Slavonske Lole sviraju najčešće u Đakovu i njegovoj okolici, a u tom vremenu nastupaju i kao zabavni sastav u postavi; Marko Živković (bubnjevi, kontra), Nenad Hardi (bas-gitara, bas), Goran Živković (orgulje, harmonika), Darko Ergotić (gitara, prim), te Antun Radičević i Antun Vuksanović (basprimovi). krajem osamdesetih u sastav je došao Antun Tančik s kojim su često odlazili svirati u Njemačku, Švicarsku i Italiju.
Antun Radičević odlazi iz Lola 1984. godine, dok Antun Vuksanović sastav napušta 1992. godine, a na njegovo mjesto dolazi Ivica Grujo. Iste godine objavljuju svoju prvu kazetu pod nazivom Slavonijo, ponos si Hrvata u izdanju Croatie records. Album je popratio veći lokalni uspjeh, a ujedno je bio i smjernica za njihov daljnji rad. Ubrzo počinju pratiti Miroslava Škoru, a već sljedeće godine odlučuju se za profesionalni rad.
Godinu dana kasnije 1993., izdaju svoj sljedeći album Tamburo miljenice u izdanju diskografske kuće Orfej. Album je postigao veliki uspjeh u čitavoj državi, a najveću pozornost obožavatelja privukle su skladbe "Tamburo miljenice" i "Viruj mi dado".
1994. godine izlazi njihov treći album Crne oči. Album sadrži izvorne slavonske skladbe, a među njima najviše se ističe "Lagani bečarac", dok starogradsku "Pavićanske tri kapije" pjeva njihova gošća na albumu Vera Svoboda. Nakon što je album objavljen iz sastava odlazi dugogodišnji član Nenad Hardi (basista), a na njegovo mjesto dolazi Saša Ivić - Krofna. Pred kraj godine u jesen upoznaju se s Krunoslavom Kićom Slabincom i od tada pa sve do danas s njim uspješno surađuju. Sljedeće 1995. godine Lole napušta Ivica Grujo, a umjesto njega u sastav dolazi Mario Zbiljski.
Pod vodstvom Branka Uvodića HRT pokreće TV emisiju pod nazivom "Lijepa naša". Slavonske Lole često nastupaju u emisiji i to im uveliko pomaže da ih upozna cijela Hrvatska, a i ostali Hrvati van granica naše domovine. Glazbeno su stekli nova iskustva jer su osim osim već poznati tamburaških izvođača poput Krunoslava Kiće Slabinca, Šime Jovanovca, Vere Svobode, Borisa Ćire Gašparca i drugi, pratili i soliste zabavne glazbe.
Sljedeći album pod nazivom Viruj mi, dado objavljuju 1997. godine u izdanju Croatie Records. Zbog promjena u sastavu na izdavanje albuma čekalo se tri godine. Ime je dobio po isto imenoj pjesmi koja se najviše isticala od čitavog materijala. Album je Lolama donio veliki uspjeh i prodan je u nakladi koja danas odgovara zlatnom izdanju. U narednom periodu odlaze u svijet te nastupaju u Australiji i Kanadi, a nakon povratka održavaju niz koncerata po Slavoniji pod nazivom "Šokačka posla", gdje su ih u Slavonskom Brodu, Osijeku, Đakovu, Vinkovcima i drugim mjestima, uvijek dočekale prepune dvorane. U nekim mjestima radi velike potražnje za kartama morali su održati i po dva koncerta. S njima su uvijek nastupali i KUD-ovi, koji su svojom izvedbom još više doprinosili odličnoj atmosferi.
Ličke narodne pjesme njihov je sljedeći album kojeg 2000. godine objavljuju u suradnji s Hrvatskim radiom, a već sljedeće 2001. godine izdaju album pod nazivom Malena.

### Zlatne žice Slavonije
2003. godine izlazi njihov sedmi album Sve je ona meni u izdanju Croatie Records. Naslovna pjesma izvedena je deset mjeseci prije objavljivanja albuma na festivalu "Zlatnim žicama Slavonije", 2002. godine u Požegi. Ubrzo pjesma postaje njihova velika uspješnica, a popularnost stječe i kod ljubitelja drugačijeg glazbenog izričaja. 2003. godine prema glasovanju četrdeset radio postaja, pjesma "Sve je ona meni", osvoja prvo mjesto na "Zlatnim žicama Slavonije" u Požegi. Pjesma je osim u originalnoj verziji također snimljena i u mariači verziji (El Combo) te u disko verziji (Sandi Cenov). Album u ožujku 2006. godine dobiva i zlatnu nakladu.
Osmi album Slavonskih Lola pod nazivom Ledina izlazi 2006. godine od izdavača Croatia Records. Bilježi veliki uspjeh kod publike, a na materijalu od dvanaest pjesma nalaze se i tri nagrađivane na "Zlatnim žicama Slavonije", to su "Prekasno" (drugo mjesto 2004.), "Prijatelju nije lako" (prvo mjesto 2005.) i "Ti si moje najmilije" (prvo mjesto 2006.), dok je naslovna pjesma postala veliki hit. Na albumu kao gosti pojavljuju se Miroslav Škoro, Jerry Grcevich i El Combo.

## Diskografija

### Studijski albumi
- 1992. - Slavonijo, ponos si Hrvata (Croatia Records)
- 1993. - Tamburo miljenice (Orfej)
- 1994. - Crne oči (Orfej)
- 1997. - Viruj mi, dado (Croatia Records)
- 2000. - Ličke narodne pjesme (Croatia Records) §
- 2001. - Malena (Croatia Records)
- 2003. - Sve je ona meni (Croatia Records)
- 2006. - Ledina (Croatia Records)

§ - obrade

### Albumi uživo
- Slavonske Lole u Lisinskom

### Kompilacije
- Zlatna kolekcija

## Ostalo
- "Nad lipom 35" kao izvođači (2007.)

### Značenje imena
Lola ili lala znači:
- 1. momak, dragi
- 2. a) onaj koji je sklon veselju i piću, trošenju vremena na tjelesne užitke; ženskar; slično: bećar, bekrija b) besposličar, skitnica

## Vanjske poveznice
- Diskografija Slavonskih Lola